# Distretto di Betioky Sud
Il distretto di Betioky Sud è un distretto del Madagascar situato nella regione di Atsimo-Andrefana. Ha per capoluogo la città di Betioky.
La popolazione del distretto è di 194 558 abitanti (censimento 2011). 